# Філософія свідомості

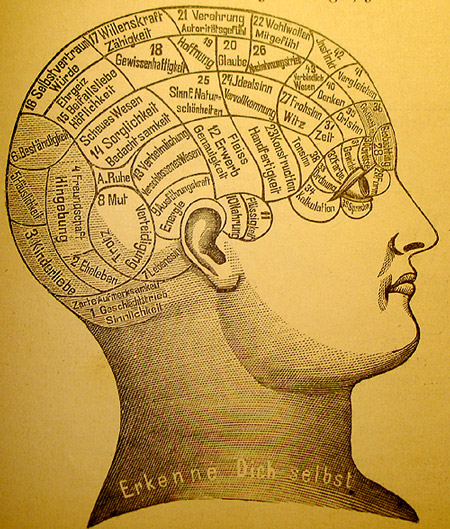
Френологічна «карта свідомості». Френологія була однією з найбільш ранніх спроб відповісти на питання про те, що таке розум.

Філосо́фія свідо́мості — філософська дисципліна, предметом вивчення якої є природа свідомості, а також співвідношення свідомості та фізичної реальності (тіла).
У XIX столітті Артур Шопенгауер назвав свідомість «загадкою Всесвіту», натякаючи на те, що таємниця свідомості залишається темним місцем у всій споруді (сукупності) людського знання. У XX столітті філософія свідомості стає одним з найпопулярніших напрямів досліджень, щорічно з цієї теми виходить величезна кількість літератури. Сучасний американський філософ Річард Рорті навіть заявив, що на його думку філософія свідомості сьогодні є єдиною справді корисною філософською дисципліною.
Проблематика філософії свідомості започаткована ще в античності. Платон та Аристотель є попередниками сучасних дуалістів, оскільки вважали, що розум існує як окрема від матерії онтологічна реальність. Біля джерел традиції монізму стоїть інший грецький філософ, Парменід, який стверджував, що буття та мислення єдині. Свідомість стає найважливішим предметом вивчення філософів у Новий час, в концепціях Декарта, Спінози, Локка та Юма. Сьогодні філософія свідомості розвивається переважно в межах аналітичної філософії.
Філософія свідомості має важливе значення для багатьох областей науки, зокрема філософії релігії, філософської психології, філософії науки та когнітивної науки.
Філософія свідомості має не тільки теоретичне значення, тобто має важливе значення для прикладних питань, як-от етика та моральність, технології штучного  інтелекту та психотерапії:
- По-перше, від відповіді на питання про те, що таке свідомість, залежить те, якою має бути наукова психологія і чи можлива вона.
- По-друге, теорії свідомості пов'язані з етичними і навіть правовими питаннями, як-от питання про свободу волі і відповідальності людини за свої вчинки.
- Нарешті, сучасні теорії свідомості впливають на розвиток концепції штучного інтелекту.

Питання про співвідношення свідомості і тіла, відоме також як психофізична проблема, нерідко вважається головною теоретичною проблемою філософії свідомості.

## Психофізична проблема і її рішення

### Дуалізм. Постановка проблеми

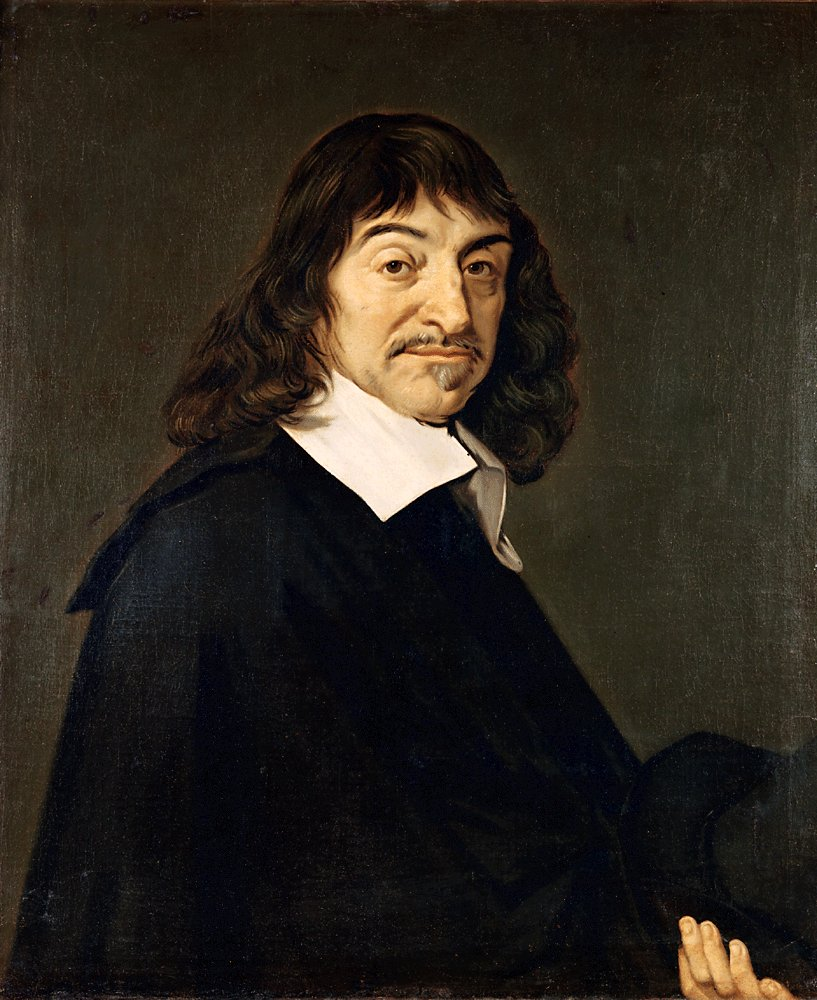
Рене Декарт, засновник новоєвропейської філософії свідомості, сформулювавши психофізичну проблему, головний представник дуалізму

У класичному вигляді психофізична проблема була сформульована французьким мислителем XVII століття Рене Декартом. Декарт вважав, що світ складається з двох родів субстанцій: матеріальної і духовної. Водночас основним атрибутом матерії є протяжність, а основним атрибутом духу — мислення. З цього погляду, людина являє собою поєднання протяжного тіла і мислячого духу. Така позиція стала відома як психофізичний дуалізм. Психофізична проблема у постановці Декарта формулюється так:
 Як в людині співвідноситься його тіло і дух, в який спосіб вони корелюють одне з одним? 

### Сучасний стан проблеми
У сучасній філософії психофізична проблема визначається як питання про співвідношення ментальних станів (наших думок, бажань, почуттів тощо) і фізичних станів мозку.
Існує два основних напрямки розв'язання психофізичної проблеми — дуалізм та монізм. Перший, як видно на прикладі Декарта, виходить з припущення про те, що свідомість має особливу природу й принципово не зводиться до фізичної матеріальної реальності. Існує кілька варіантів дуалізму.
Монізм історично має три різновиди:
- Ідеалістичний
- Матеріалістичний,
- А також «нейтральний».

У сучасній філософії ідеалістичний різновид монізму, який стверджує, що матеріальна дійсність породжується активністю деяких ідеальних форм (людської свідомості або Бога), представлений слабко. Здебільшого, його поглядів притримуються деякі представники так званої релігійної філософії.
Нейтральний монізм також поширений мало, його представники вважають, що в основі як матерії, так і свідомості лежить деяка третя нейтральна реальність.
Матеріалістична версія монізму, зі свого боку, стверджує, що свідомість є елементом матеріальної реальності. Іншими словами, існує тільки мозок, а свідомість є його породженням. У сучасній філософії існує кілька варіантів матеріалістичного монізму.
Основний аргумент на користь дуалізму просто апелює до здорового глузду більшості людей. Якщо запитати, що таке свідомість, то багато хто скаже, що це щось тотожне їхньому «Я», або душі, чи іншій подібній сутності, але водночас напевно відмовиться від ідеї, згідно з якою свідомість — це просто мозок або його частина. Деякі сучасні філософи порівнюють подібну інтуїцію здорового глузду з переконанням у тому, що Земля має плоску форму. Інтуїтивно плоскість Землі представляється очевидною, але наука давно довела помилковість такої точки зору.
Сучасніший аргумент на підтримку дуалізму полягає в тому, що ментальне і фізичне мають дуже різні й, можливо, несумісні властивості. Ментальні події мають певну суб'єктивну якість (див. Кваліа), тоді як фізичні події подібної якості не мають. Ми можемо відчувати певний біль, бачити деякий знайомий відтінок синього тощо. Теза дуалістів полягає в тому, що подібні речі не можуть бути зведені до чогось фізичного.
У сучасній аналітичній філософії виділяються два основних види дуалізму. Класичний субстанціональний дуалізм слідом за Декартом стверджує, що свідомість і матерія існують повністю незалежно одна від одної. Більш молода теорія, дуалізм властивостей, вважає, що, хоча існує лише одна субстанція або одна реальність (матеріальна), свідомість, проте, пов'язана з набором властивостей, що не можуть бути редуковані до матеріального, хоча вони емерджентно породжуються на основі матеріальних систем (мозку).

### Інтеракціонізм
Інтеракціоністський дуалізм або просто інтеракціонізм — це різновид дуалізму, що є розвитком концепції Декарта. У XX столітті цю теорію захищали Карл Поппер та Джон Екклз. Інтеракціонізм стверджує, що ментальні стани, як-от думки та бажання, каузально взаємодіють із фізичними станами.
Класичний аргумент Декарта на підтримку інтеракціонізму можна сформулювати так: існує ясна і чітка ідея свідомості як речі, що мислить, і яка не протяжна в просторі, й існує,також, ясна і чітка ідея протяжного тіла. Тому свідомість і тіло не можуть бути подібними, оскільки вони мають радикально різні властивості. Водночас, очевидно, що наші ментальні стани (думки, бажання тощо) каузально впливають на наші тіла і навпаки. Коли дитина доторкається до гарячого чайника (фізична подія), що заподіює їй біль (ментальна подія), вона вчиться бути обережною з подібними речами (ще одна ментальне подія) і так далі.
Головною передумовою аргументів Декарта є те, що «ясні і чіткі ідеї» в нашій свідомості з необхідністю є істинними. Більш того, наш розум цілком доступний нам (ми маємо так званий привілейований доступ до власної свідомості). Однак більшість сучасних філософів не вважають подібні погляди самоочевидними, особливо після робіт Фрейда (який показав, що зовнішній спостерігач-психолог може зрозуміти несвідому мотивацію людини краще, ніж вона сама), П'єра Дюема (філософ науки може розуміти методи наукового відкриття краще, ніж сам учений), Малиновського (антрополог може знати звички і навички людини краще, ніж вона сама), а також фахівців з теорії сприйняття. Всі вони показали, що ідея привілейованого й ідеального доступу до нашої власної свідомості є досить спірною.

### Інші класичні види дуалізму
Існує кілька інших форм дуалізму, які виникли як подальший розвиток ідей Декарта.
- Теорія психофізичного паралелізму, згідно з якою свідомість і тіло, що мають різні онтологічні статуси, не мають каузального впливу одна на одне, але розвиваються паралельно, а їхня взаємодія лише вдавана. Цю теорію відстоював Лейбніц. Він стверджував, що між ментальним і фізичним існує гармонія, підтримувана Богом (див. Преформізм).
- Оказіоналізм, представлений французьким послідовником Декарта Мальбраншем, який уважав, що відносини між фізичними подіями або між фізичними і ментальними подіями насправді не є каузальними. З точки зору Мальбранша, причини в кожному конкретному випадку пов'язані зі своїми наслідками за допомогою безпосереднього божественного втручання.

### Дуалізм властивостей
Дуалізм властивостей стверджує, що, коли матерія організована певним способом (тобто так, як організоване людське тіло), в ній виникають ментальні властивості. Дуалізм властивостей, отже, є відгалуженням емерджентного матеріалізму. Емерджентні властивості мають незалежний онтологічний статус і не можуть бути зведені до або пояснені в термінах тієї фізичної основи, з якої вони виникають. У сучасній філософії подібну теорію розвиває Девід Чалмерс.

### Монізм
На відміну від дуалізму монізм стверджує, що існує тільки одна фундаментальна субстанція. Більшість сучасних моністичних теорій є матеріалістичними, чи натуралістичними. Натуралістичний монізм (або просто науковий натуралізм) стверджує, що єдиною реальністю є та, яка описується сучасною природничою наукою. Іншими словами, сучасна наука описує світ повним і вичерпним способом. Існує декілька різних підходів до розв'язання проблеми свідомості в межах цієї загальної установки.
Ідеалістичний монізм (ідеалізм), що зводить матерію до свідомості або духу, не має великої популярності серед сучасних філософів. Однак на початку XX століття він короткий час був поширений серед позитивістів у вигляді феноменології. Це теорія, згідно з якою існують тільки репрезентації (або чуттєві дані) зовнішніх об'єктів у нашій свідомості, але не самі ці об'єкти. Такий погляд, зокрема, був притаманний для ранньої філософії Бертрана Рассела.
Ще одна можлива позиція зводиться до того, що існує деяка первинна субстанція, яка не є ні фізичною, ні ментальною. З цієї точки зору як ментальне, так і фізичне — властивості такої нейтральною субстанції. Подібну точку зору в історії філософії вперше сформулював Бенедикт Спіноза, в XX столітті її також розвивав Бертран Рассел. Вона стала відома як нейтральний монізм.
Нижче будуть обговорюватися тільки основні різновиди натуралістичного монізму.

#### Епіфеноменалізм
Епіфеноменалізм стверджує, що ментальні феномени не можуть бути джерелом каузального впливу. Фізичні події можуть впливати на інші фізичні події, а також на ментальні події, але ментальні події не можуть каузально впливати на що-небудь, оскільки вони всього лише інертні субпродукти (епіфеномени) фізичної реальності.

#### Психологічний біхевіоризм
Психологічний біхевіоризм виступав домінантним напрямком аналітичної філософії свідомості протягом більшої частини XX століття. У психології біхевіоризм став реакцією на неадекватність інтроспекціонізму. Інтроспективні звіти про чиєсь ментальне життя не можуть бути предметом експериментального дослідження, і на їхній основі не можна робити коректних узагальнень. Тому інтроспекція несумісна зі стандартним науковим методом. Вихід психології, як це уявлялося біхевіористам, полягав у тому, щоби відмовитися від ідеї внутрішнього ментального життя (отже й, онтологічно незалежної свідомості), зосередившись на описі спостережуваної поведінки.
Рівнобіжно з таким розвитком психології, розвивалися ідеї філософського або логічного біхевіоризму. Його ідеї характеризувалися послідовним верифікаціонізмом і розглядали неверифіковні твердження щодо внутрішнього ментального життя як безглузді. З точки зору філософів-біхевіористів ментальні твердження насправді є одним із способів опису поведінки, а також диспозицій до поведінки. Вони формулюються зовнішніми спостерігачами для того, щоб пояснювати і передбачати поведінку інших агентів.
Психологічний біхевіоризм, головним представником якого був Б. Ф. Скіннер, почав виходити з моди в 50—60-ті роки XX століття разом з виникненням когнітивізму.

#### Теорія тотожності
Фізикалістська теорія тотожності мозку й свідомості, яку вперше постулювали Джон Смарт і Юллін Плейс, стала безпосередньою відповіддю на невдачу біхевіоризму. Ця теорія стверджувала, що деякий ментальний стан буквально тотожний певному стану мозку. Тобто, бажання випити кави, наприклад, є тільки збудженим станом кількох нейронів мозку, й нічого більше.
Теорія тотожності зустріла кілька критичних аргументів, одним з найвідоміших з них є аргумент Гіларі Патнема про множинну реалізацію. Очевидно, що, наприклад, біль можуть відчувати не лише люди, а й амфібії. З іншого боку, вкрай малоймовірно, що всі різні організми, які відчувають біль, здатні перебувати в ідентичному фізичному стані мозку. Отже біль не може бути ідентичним деякому стану мозку, а теорія тотожності не знаходить емпіричного підтвердження.

#### Елімінативний матеріалізм
Елімінативний матеріалізм є найрадикальнішою формою фізикалізму. Прихильники цієї теорії вважають, що всі ментальні стани — це об'єкти, які постулюються помилковою емпіричною теорією, так званою народною психологією (folk psychology). І подібно до того, як сучасна наука відмовилася від інших хибних теорій, як наприклад, концепція флогістону, вона повинна відмовитися і від народної психології. Відмова від останньої буде означати й відмову від усіх ментальних сутностей. Питання про співвідношення свідомості і тіла, таким чином, виявиться псевдопроблемою: існують тільки ті об'єкти, які визнаються чинними науковими теоріями.

#### Функціоналізм

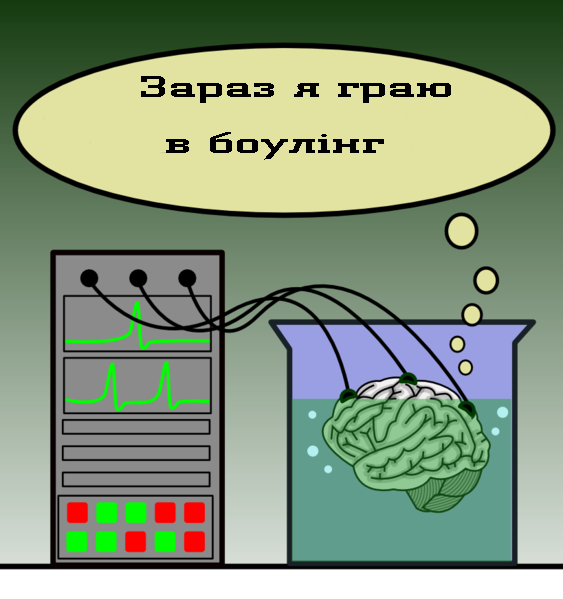
Мізки в бочці, один з класичних уявних експериментів, обговорюються в сучасній філософії свідомості.

Функціоналізм — це теорія, згідно з якою мати ментальний стан означає бути в деякому функціональному стані. Функціональний стан фіксується завдяки сукупності каузальних відносин, тому якщо система перебуває в деякому функціональному стані, це означає, що вона визначається сукупністю причин «на вході» і наслідків «на виході». Відповідно, якщо йдеться про свідомість, то її функціональний стан визначається вхідними чуттєвими даними і поведінкою як наслідком.
Головна теза функціоналізму полягає в тому, що одні й ті ж функціональні стани можуть бути реалізовані на принципово різних фізичних системах. Подібно до того як, наприклад, годинник може бути аналоговими або цифровими, але водночас виконувати одне й те ж завдання, функцію свідомості можуть виконувати не тільки органічні системи (мозок), але й, наприклад, комп'ютери.

#### Аномальний монізм
Аномальний монізм розроблений американським філософом Дональдом Девідсоном в 70-ті роки XX століття. Ця теорія стверджує, що, хоча існує лише один вид реальності — матеріальний і, відповідно, лише один вид подій — фізичний (зокрема події в мозку), існує безліч способів описувати та інтерпретувати ці факти. Однією з інтерпретацій і є менталістський словник, що описує поведінку людини в психологічних термінах.

### Критика психофізичної проблеми з позицій лінгвістичної філософії
На сьогодні не існує загальновизнаного розв'язку психофізичної проблеми. Деякі філософи вважають, що це не випадково, оскільки в самому питанні про співвідношення свідомості і тіла є помилка. Такі філософи кажуть, що психофізична проблема є псевдопроблемою. У межах аналітичної філософії подібну позицію посідають, переважно, послідовники Людвіга Вітгенштейна, який вважав, що всі філософські проблеми насправді, є всього лише лінгвістичними головоломками.
Критики психофізичної проблеми вказують, що неправильно питати, як ментальні та біологічні стани співвідносяться один з одним. Потрібно просто визнати, що люди можуть описуватися різними способами — наприклад, в межах ментального (психологічного) або біологічного словників. Псевдопроблеми виникають, коли ми намагаємося описати один словник у термінах іншого, або коли ментальний словник використовується в невірному контексті. Щось подібне відбувається, наприклад, коли хтось намагається шукати ментальні стани в мозку. Мозок — це просто невідповідний контекст для використання менталістського словника, тож пошук ментальних станів у мозку є категоріальною помилкою.
Подібної точки зору на психофізичну проблему дотримуються багато представників логічного біхевіоризму (наприклад, Гілберт Райл), а також функціоналізму (Гіларі Патнем).

### Скептицизм відносно психофізичної проблеми
Інші мислителі вважають, що, хоча проблема співвідношення тіла і свідомості сформульована коректно, ми принципово не здатні дати на неї задовільну відповідь. Наприклад, Колін Макгінн вважає, що питання про природу свідомості взагалі лежить за межами наших когнітивних можливостей. Кожен біологічний вид має певні обмеження. Наприклад, собаки не в змозі довести теорему Піфагора. Точно так само люди не в змозі створити задовільної теорії свідомості.
Інший філософ, Томас Нагель, вважає, що подібний скептицизм Макгінна занадто радикальний. Справа не в обмеженості нашої біологічної природи, а в тому, що свідомість не можна досліджувати звичними науковими методами. Наука намагається побудувати повністю об'єктивну картину дійсності, усунувши всі конкретні суб'єктивні «точки зору» на світ. Через це свідомість принципово вислизає з поля зору вчених. Більше того, коли ми вивчаємо свідомість, то дослідник сам є частиною предмета свого вивчення. Свідомість, отже, є умова можливості науки і не може бути її предметом.

## Натуралізм в філософії свідомості і його проблеми
Науковий натуралізм у філософії свідомості стикається з фундаментальною проблемою: свідомість має певні властивості, які, принаймні на перший погляд, неможливо пояснити у фізичних термінах. Отож, натуралізм, повинен пояснити, в який спосіб ці властивості можливі. Цей проект часто називають «натуралізацією свідомості». На його шляху стоять дві головні проблеми — це інтенціональність і так звана qualia.

### Інтенціональність
Інтенціональність визначається як спрямованість ментальних станів (наших думок, бажань тощо) на деякий об'єкт у зовнішньому світі. Наявність у ментальних станів такої властивості означає, що вони мають деякий зміст і семантичні референти, а, отже, їм можна приписувати істинність або хибність. Коли ми намагаємося редукувати ці стани до фізичної реальності, виникає наступна проблема: фізична реальність не може бути істинною або помилковою, вона просто є. Можливість приписувати значення істинності ментальним станам означає, що вони спрямовані на деякі факти. Наприклад, думка про те, що Геродот був істориком, вказує на Геродота і на той факт, що він був істориком. Але як здійснюється таке відношення між думкою і фактом? Адже в мозку існують тільки електрохімічні процеси, які нічим не нагадують про Геродота.

### Квалія
Кваліа — це деяке якісне суб'єктивне переживання, які ми відчуваємо. Різні ментальні стани суб'єктивно по-різному переживаються різними людьми. Наприклад, деяким людям подобається смак ментолового морозива, у той час як іншим — ні. Як можна пояснити цю відмінність в термінах природничих наук? Як взагалі можна зафіксувати те, яким нам видається смак морозива?

## Філософія свідомості та наука
Оскільки люди мають тіла, вони є частиною фізичної і біологічної реальності. У цьому статусі вони є предметом вивчення природничих наук. Оскільки ментальні процеси не є незалежними від тіла, опис людини в природних науках безпосередньо впливає на філософію свідомості. Аналогічно, філософія свідомості створює концептуальні схеми для деяких молодих наук. Існує декілька наукових дисциплін, які релевантні філософії свідомості. До них належать біологія, інформатика, когнітивна наука, кібернетика, лінгвістика та психологія.

### Нейробіологія
Біологія, як і всі сучасні природні науки, спирається на матеріалістичну картину світу. Предметом вивчення нейробіології як розділу біології є фізичні процеси, які розглядаються як підстави ментальної діяльності та поведінки. Прогрес біології у вивченні й поясненні ментальних феноменів зафіксований, зокрема, у відсутності емпіричних спростувань її фундаментальної передумови: «зміни ментальних станів суб'єкта неможливі без змін станів її мозку».
У рамках нейробіології існує велика кількість розділів, які вивчають зв'язок між ментальними та фізичними станами й процесами.
- Сенсорна нейрофізіологія вивчає відносини між процесом сприйняття і роздратування.
- Когнітивна нейронаука вивчає кореляції між ментальними і нейронними процесами.
- Нейрофізіологія описує залежність ментальних здібностей від анатомічних відділів мозку.
- Нарешті, еволюційна біологія вивчає генезу людської нервової системи, і, в тій мірі, наскільки вона є підставою свідомості, також описує онтогенетичний і філогенетичний розвиток ментальних феноменів, починаючи з найпримітивніших стадій.

Методологічні знахідки нейронауки, зокрема запровадження високотехнологічних процедур створення нейронних карт, штовхають вчених на розробку дедалі амбітніших дослідницьких програм. Однією з них, є максимально повний опис нейронних процесів, які корелювали б з ментальними функціями. Однак багато нейробіологів, зокрема співавтор Карла Поппера Джон Екклз, заперечують можливість «редукції» ментальних феноменів до процесів у центральній нервовій системі. Навіть якщо ця редукція і буде здійснена, проблема даності особистого, суб'єктивного світу людини сторонньому досліднику поки навіть теоретично не має розв'язку.

### Інформатика
Інформатика вивчає автоматизовану обробку інформації за допомогою комп'ютерів. Відтоді як останні існують, програмісти здатні створювати такі програми, що дозволяють комп'ютерам виконувати завдання, для розв'язання яких біологічним істотам необхідна розумна свідомість. Найпростіший приклад — це виконання арифметичних операцій. Однак, очевидно, що множачи числа, комп'ютери не використовують свідомості. Чи може у них розвинутися щось, що ми могли б назвати свідомістю? Це питання винесено сьогодні у заголовок численних філософських дебатів, пов'язаних з дослідженнями в галузі штучного інтелекту.
Джон Серль запропонував розрізняти «слабкий» і «сильний» штучний інтелект. Головна мета «слабкого» полягає в побудові успішної моделі моделювання ментальних станів, яка не передбачає наділення комп'ютерів справжньою свідомістю. Мета «сильного» штучного інтелекту, навпаки, полягає в побудові комп'ютерної системи, яка була б настільки ж свідомою, як і людина. Остання програма випливає з ідей британського математика Алана Тюринга. Відповідаючи на питання про те, чи можуть машини мислити, він сформулював знаменитий тест Тюринга. Тюринг вважав, що ми зможемо говорити про те, що комп'ютер «мислить», якщо не зможемо відрізнити відповіді комп'ютера, отримані під час анонімного діалогу через комп'ютерний термінал, від відповідей людей. Істотним тут є те, що погляди Тюринга на природу розуму були біхевіористськими — розумна та система, яка поводиться як розумна. Критика тесту Тюринга вельми розлога. Одним з найвідоміших аргументів проти нього є уявний експеримент «Китайська кімната», запропонований Джоном Серлом.
Питання про те, чи можуть комп'ютери відчувати (мати кваліа) також залишається відкритим. Деякі вчені вважають, що дослідження в галузі штучного інтелекту можуть істотно наблизити нас до відповіді на психофізичну проблему. Вони переконані, що взаємини між свідомістю і мозком можуть бути описані за моделлю відносин між програмним забезпеченням (software) і апаратною частиною комп'ютера (hardware).

### Психологія
Психологія безпосередньо вивчає ментальні стани. Вона використовує емпіричні методи для дослідження ментальних станів (задоволення, страху тощо). Психологія намагається знайти закони, які пов'язують ці ментальні стани між собою, а також із зовнішнім фізичним світом. Водночас, психологія не говорить нічого про природу досліджуваних нею явищ, тому її закони сумісні з усіма розв'язками психофізичної проблеми.

## Значення філософії свідомості
Існує безліч проблем, які порушуються у зв'язку з нашими відповідями на питання про те, що таке свідомість. Типові приклади — це природа смерті і можливість безсмертя, природа емоцій, сприйняття і пам'яті. Що таке особистість і в чому полягає її ідентичність та унікальність — ось ще одна з таких проблем. Але особливе поширення в сучасній філософії, мають теми свободи волі і поняття «самості».

### Свідомість
Термін "свідомість", як відомо, має кілька значень, в тому числі у філософії розуму. Але значення, з яким пов'язані сучасні філософи розуму, - це "феноменальна свідомість" (англійською мовою: phenomenal consciousness), поняття, яке повинно позначити певні характеристики, які принаймні мають певні психічні стани, такі як суб'єктивність або якісний аспект досвіду. У більш феноменологічних термінах, феноменальна свідомість позначає сукупність досвідів, що характеризують "пережите" або "відчуте" субʼєкта. Вона складається з усіх наших суб'єктивних та якісних досвідів, позначених виразом "кваліа". Як правило, суб'єктивний характер досвідів та їх якісний характер не особливо розрізняються, але на думку Урії Крігеля, філософи розуму, які говорять про феноменальну свідомість, підкреслюють то перший аспект, то другий.
Можна також визначити феноменальну свідомість як цей суб'єктивний стан, який присутній, коли ми самі є субʼєктами стану про який йде мова, і який зникає, коли ми не є субʼєктами відповідно. Потім ми говоримо про точку зору "в першій особі" - точку зору, яку приймає той, хто каже "я бачу" або "я відчуваю", коли він описує свій досвід - щоб охарактеризувати привілейований спосіб доступу, який ми маємо з власними ментальними станами, тому що саме ми маємо їх. Крім того, крім охоплення ідеї появи чи суб'єктивної маніфестації, поняття феноменальної свідомості включає все те, що зараз називають кваліа. На відміну від свідомості, що розуміється як "здатність до пізнання", феноменальна свідомість дійсно передбачає власне якісний досвід (un quale), як досвід синього кольору неба. Цей аспект досвіду повністю уникає можливості громадського, інтерсуб'єктивного спостереження.
З моменту піонерських статей Томаса Нагеля 1974 року та Френка Джексона в 1982 року, ставиться питання  знати чи існує значна відмінність між фактом самому випробовувати чи відчувати ментальний стан, його досліджувати "в першій особі" і фактом представляти чи описувати цей ментальний стан "в третій особі", з точки зору зовнішнього спостерігача. Зазвичай ми підсумовуємо цю різницю, кажучи, що пережитий досвід "у першій особі" має суб'єктивний характер, який не зводиться - принаймні в його описі - до відповідних станів або фізичних процесів (ні до їх функцій). Таким чином, зрозумілий, подвійний суб'єктивний та об'єктивний аспект свідомих станів передбачає щонайменше слабку форму дуалізму, а саме:
1. гносеологічний дуалізм (слабка форма), коли лише форма знань відрізняється
2. онтологічний або метафізичний дуалізм (сильна форма) у випадку, коли сама природа явищ, про які йдеться, відрізняється

Епістемологічний дуалізм мовчазно прийнятий, як тільки розглядаються як взаємодоповнюючі, а не як еквівалентні, об'єктивні звіти, засновані на спостереженні за зовнішніми проявами свідомості (поведінки, мозкових процесів) та суб'єктивні звіти, засновані на самоаналізі. Онтологічний дуалізм приймається, як тільки ми виправдовуємо незвідність феноменальних понять до фізичних понять через те, що феноменальна свідомість не є фізичним процесом.

### Тяжка проблема свідомості
Саме австралійському філософу Девіду Чалмерсу ми зобов’язані виразом "складна проблема свідомості" (англійською мовою: hard problem of consciousness), яку він відрізняє від "легких проблем" (easy problems), що стосуються функціонування розуму - проблем, які є технічно складними, але вирішення яких не створює епістемологічних труднощів, таких що ми можемо сумніватися в можливості їх вирішення. Ці проблеми прості, не тому, що для них можна отримати прості рішення, а тому, що їх рішення потребують лише уточнення механізмів, які можуть реалізувати різні функції свідомості. Складна проблема свідомості має характеристику тривати, в тому числі у випадку, якщо всі відповідні функції були б пояснені, оскільки вона спрямована на саму природу свідомих станів у їх феноменальному вимірі (феноменальна свідомість). На відміну від когнітивних функцій розуму, які звʼязані з мовою чи пам’яттю, наприклад, феноменальна свідомість здається непояснюваною з точки зору нейрофізіологічних процесів та їх властивостей, не зводиться до фізичних властивостей, таких якими ми їх сприймаємо сьогодні. Тоді як ми можемо сподіватися на прогрес у розумінні механізмів розуму завдяки різним наукам, що займаються інтелектом - когнітивним наукам, поведінковим наукам, нейронаукам тощо.- вирішення складної проблеми свідомості за Чалмерсом вимагає фундаментальної теорії, яка інтегрує феноменальну свідомість. Сама розробка такої теорії передбачає специфічну дослідницьку програму.
Складна проблема свідомості пов'язана з "пояснювальною ямою",як визначено Джозефом Левіном. Яма про яку йдеться, гносеологічного порядку, — яма, яка розділяє фізикалістське розуміння світу та якісний досвід, який ми про нього маємо. Вирішити складну проблему свідомості - це перетнути цю яму, пояснивши, чому деякі з наших психічних станів демонструють якісні аспекти (кваліа) певного типу - "ефект, який це робить" бачити червоний колір або відчувати біль, наприклад, - коли в нас здійснюються певні фізичні чи функціональні стани. Недостатньо пояснити, як фізичні стани, до яких відсилають якісні аспекти нашого ментального життя, сприяють утворенню поведінки або фіксації вірувань, завдання, що апріорі реалізується у фізикалістському аспекті; це скоріше здатність пояснювати самі якісні аспекти та їх відносини з фізичними станами, про які йдеться. Один із способів розглянути цю яму - це негативно визначити її як неможливість виведення феноменальних істин апріорі із фізичних істин. Стверджувати цю неможливість - сказати, що не існує співвідношення імплікації чи логічних наслідків між ними, так що не можна отримати задовільне пояснення феноменальних станів на пояснювальній основі фізичного порядку. Однак цей момент не означає, що феноменальні стани не є "насправді" фізичними станами, і що фізикалізм є помилковим на онтологічному рівні.

### Проблема свободи волі
У контексті філософії свідомості питання про існування свободи волі набуває нового значення. Насамперед, це стосується детерміністичних моністів і матеріалістів, які вважають, що свідомість є частиною фізичної реальності. Відповідно до цієї позиції, світ (і свідомість як його частина) повністю підпорядковується законам природних наук. Ментальні стани, а, отже, воля, є в кінцевому підсумку деякими фізичними станами, організованими відповідно до наукових законів. У такому випадку поведінка людини цілком визначені законами фізики. Отже, людина не може бути вільною.
Ця аргументація відкидається частиною детерміністів. Вони переконані, що на питання про те, чи є ми вільними, можна відповідати лише після того, як ми точно визначимо зміст поняття «свобода». Протилежністю «свободи» є не «причинність», але «примус». Тому не варто ототожнювати волю з індетермінізмом. Дія є вільною у тому разі, якщо агент міг вчинити інакше, якби ухвалив інше рішення. У цьому сенсі людина може бути вільною навіть в тому разі, якщо теза детермінізму є істинною. Подібну позицію в історії філософії займав Девід Юм. Сьогодні такої точки зору дотримується, наприклад, Деніел Деннет.
З іншого боку, багато філософів вважають, що теза про сумісність детермінізму і свободи є хибною, оскільки люди вільні у деякому значнішому сенсі. Такі філософи переконані, що світ не може повністю підкорятися фізичним законам (принаймні їм не може підкорятися наша свідомість) і, отже, потенційно ми можемо бути вільними. Найвідомішим мислителем, який поділяв таку точку зору, був Іммануїл Кант. Його критики вказували на те, що він використовує некоректне визначення свободи. Вони міркували так. Якщо наша воля не детермінована нічим, то ми хочемо того, чого ми хочемо, вона є чисто випадковою. А якщо наші бажання випадкові, ми не є вільними. Так що якщо наша воля нічим не детермінована, ми не вільні. На це прихильники Канта заперечували, що подібна критика заснована на невірній інтерпретації кантівської етики, в якій справжня свобода є наслідком виконання обов'язку, який накладається практичним розумом.

### Самість або Я
Філософія свідомості також має важливі наслідки для тлумачення «самості». Якщо під «самістю» або «Я» ми розуміємо щось істотне, невіддільне від даного суб'єкта, то багато сучасних філософів будуть стверджувати, що подібної речі не існує. Ідея самості як невідчужуваної унікальної сутності бере свій початок від християнської ідеї безсмертної душі. Оскільки більшість сучасних філософів свідомості є фізикалістами, ця ідея неприйнятна для них. Величезний вплив на критику концепції «самості» надав Девід Юм, перший послідовний скептик у філософії свідомості.
У цьому сенсі деякі філософи підтверджують необхідність відмовитися від ідеї самості. Вони часто говорять про «Я» як про ілюзію, що знаходить несподівані паралелі в деяких східних релігійних традиціях, зокрема, в буддизмі. Проте, частіше зустрічається позиція, за якою ми повинні переформулювати поняття самості, відмовившись від уявлення про її невідчужуваність і самототожність. Скоріше, самість є чимось, що постійно змінюється в часі, й сконструйоване нашою мовою і культурою. Подібної позиції дотримується сьогодні Деннет.

## Філософія свідомості за межами аналітичної філософії
Основний внесок у сучасну філософію свідомості внесла традиція аналітичної філософії, поширена, здебільшого, в англомовних країнах. Однак, філософія свідомості розроблялася також у межах інших напрямків філософії.
Їхньою властивою особливістю була відмова від психофізичної проблеми як головного напрямку дослідження. Більшість з цих традицій, як-от феноменологія або екзистенціалізм, припускали безпосередній аналіз свідомості так, як вона дана нам у досвіді. На відміну від аналітичної філософії свідомості ці традиції, переважно, не приділяли великої уваги науковим методам дослідження і логічному аналізу мови.
У своїй роботі «Феноменологія духу» Гегель вирізняє три типи духу: суб'єктивний дух або свідомість людини, об'єктивний дух, тобто дух суспільства і держави, а також абсолютна ідея як сукупність всіх понять.

### Феноменологія і екзистенціалізм
У XX столітті склалися дві головні школи, які є своєрідною відповіддю Гегелю. Це феноменологія і екзистенціалізм. Засновник феноменології, Едмунд Гуссерль, вважав, що будь-яка наука повинна починатися з вивчення структури досвіду людської свідомості. Екзистенціалізм, одним з головних представників якого був французький філософ Жан-Поль Сартр, акцентував увагу на унікальних переживаннях, в які занурена людська особистість, і на те, як свідомість оперує цими переживаннями.
В останні десятиліття з'являються теорії, які постулюють необхідність конвергенції всіх основних традицій вивчення філософії свідомості.

### Радянська філософія свідомості
На відміну від аналітичної філософії, а також від феноменології та екзистенціалізму, радянська філософія свідомості була зосереджена, здебільшого, не на розв'язанні психофізичної проблеми або опису структур свідомості, але на аналізі процесу пізнання і творчої зміни реальності. Теорія свідомості, таким  способом, була інтегрована в методологію науки і соціальну філософію.
Розвиток філософії свідомості в СРСР відзначався двома суперечливими тенденціями. З одного боку, існувала офіційна марксистська ортодоксія, що пропонувала як єдино вірну теоретичну модель свідомості концепцію відображення, сформульовану Леніним. З іншого, повоєнний розвиток науки і традиції вітчизняної психології дозволили створити досить оригінальну самостійну традицію вивчення свідомості на перетині науки і філософії.

## Уявні експерименти

### Мозок-Китай
Уявний експеримент мозок-Китай (China brain) полягає в тому, щоб уявити, що буде, якщо кожного члена великої нації, в даному випадку китайської нації, буде запрошено імітувати елементарний церебральний процес, комунікуючи з іншими членами та дотримуючись конкретних інструкцій за допомогою радіозвʼязку. Питання, порушене цією вигадкою, пов'язане з запереченням, висунутим функціоналістичній концепції розуму, яка ототожнює ментальні стани не з визначеними нейрофізіологічними станами, а з функціями чи з "причинними ролями", які можуть бути виконані різними типами станів. В цьому контексті мова йде про те, щоб знати чи може складне поєднання різних завдань, виконаних людськими агентами (самих наділених розумом) створити розум чи свідомість так само, як і мозок цих агентів. Мозок-Китай має всі елементи функціонального опису розуму: сенсорні вхідні дані, поведінкові вихідні дані та внутрішні стани, причинно пов'язані з іншими внутрішніми станами. Якби ця система могла діяти так як діє мозок свідомої істоти, то, згідно функціоналізму, вона сама мала б свідомість, що здається протиінтуїтивним.
Перші версії цього сценарію були запропоновані в 1961 році радянським фізиком Анатолієм Днєпровим, у 1974 році Лоуренсом Девісом, потім у 1978 році філософом розуму Недом Блоком, який першим розглянув випадок, коли кожен член китайського населення виконував би ті самі функції, що і функції нейрона мозку. Блок стверджує, що мозок-Китай, таким чином, не мав би розуму в тому сенсі, в якому ми зазвичай його розуміємо. На відміну від Блока, прихильники функціоналізму вважають, що немає причин виключати думку про те, що мозок-Китай має розум. Спираючись на принцип множинної реалізованості ментальних станів - той же ментальний стан, такий як страх може бути реалізований різним чином у дуже віддалених тваринних видів, вони вважають, що нейрони, щонайменше в принципі, не є єдиним матеріалом, що може реалізувати ментальний стан. Для Даніеля Деннета, зокрема, факт приписування, обґрунтованим чином, розуму системі (біологічній чи штучній) не залежить від онтологічних міркувань щодо того, що насправді є розумом, а від інтерпретаційної стратегії, щоб прогнозувати поведінку системи, і тому немає підстав розглядати по-різному еквівалентні поведінки на функціональному плані.
Мозок-Китай - це фікція вигадана, щоб перш за все показати проблематичний характер свідомості, коли вона сприймається у контексті функціоналізму. У цьому сенсі він становить одну з фігур того, що сьогодні називається "аргументом відсутніх кваліа", і порівнюваний в цьому  з філософською фігурою "зомбі", висунутою Девідом Чалмерсом. Як і Девід Чалмерс, Нед Блок хоче показати що можливо,щоб щось було функціонально еквівалентне свідомій істоті без того щоб самому бути свідомою істотою, а отже, що функціональна система не може сама створити розум, здатний до думок і почуттів. Ця лінія аргументації проти функціоналізму, яка часто прирівняна її противниками до "насоса інтуїції", сама пережила багато заперечень. Наприклад, Девід Коул зазначає, що ми можемо повернути уявний експеримент Блока, уявляючи, що кожен з наших нейронів сам повністю усвідомлює електрохімічну діяльність, яку він реалізовує та впливу якої зазнає. Є підстави припустити, що тоді наші нейрони вважали б неймовірними, що їх колективна діяльність може створити свідомість або інтенціональність.

### Китайська кімната
Китайська кімната - це мисленнєвий експеримент, представлений Джоном Сірлом у статті 1980 року, незабаром після статті Неда Блока про "мозок-Китай". Її мета - показати, що виконання комп'ютерної програми в системі, якою б складною ця програма не була, недостатньо, щоб в ній створити справжній розум чи свідомість.  На паралельному рівні вона має на меті переконати нас у тому, що логічний синтаксис, на якому базується будь-яка комп'ютерна програма, не дозволяє їй самій створити сенс, іншими словами, семантику. Те, що ми маємо на увазі під "штучним інтелектом", можна віднести до машини лише в слабкому сенсі, тому що програма, найбільше, може тільки імітувати інтелектуальну поведінку, саму по собі обов'язково інтенційну і усвідомлену. Щоб встановити цю точку, Серл іронічно проводить процедуру тесту Тьюрінга, тест, який повинен продемонструвати, що складна комп'ютерна програма може бути кваліфікована як розумна у сильному сенсі. Він розробляє систему питань та відповідей, де програма, що визначає відповіді є така складна, і особа, яка відповідає на питання така вміла в маніпуляції символами, що в кінці досліду відповіді, які вона дає на питання не можуть бути відрізнені від тих, які давав би справжній співрозмовник, хоча ця особа не розуміє нічого в тому що вона каже.
Процедура китайської кімнати може бути описана наступним чином. Людина, яка зовсім не знає китайської (в даному випадку, сам Серл) замикається в кімнаті: "китайська кімната". Ця людина володіє великою кількістю китайських ієрогліфів, які становлять базу даних китайської кімнати. Йому також дають книгу інструкцій англійською мовою (його рідною мовою), що пояснює, як пов’язати певні китайські символи з іншими: це програма китайської кімнати. Йому також надається ззовні певна кількість китайських символів, які (що він ігнорує) називаються "питаннями". В обмін на ці символи та дотримуючись інструкцій програми англійською мовою, Серл дає інші набори китайських символів, які (що він також ігнорує) називаються "відповідями на запитання".  З точки зору того, хто  задає питання, людина, зачинена в кімнаті, поводиться як людина, яка по-справжньому розмовляє  китайською. Але, в цьому випадку, ця людина не розуміє сенсу речення китайською мовою, які вона перетворює. Вона слідує лише заздалегідь визначеним правилам.
Така ситуація спочатку повинна переконати нас у тому, що недостатньо бути здатним точно відтворювати мовну поведінку співрозмовника, щоб говорити мовою, тому що говорити мовою - це не тільки формувати правильні відповіді, це значить хотіти сказати те, що кажеш: хороше використання мови подвоюється усвідомленням сенсу того, що кажуть ("інтенційна свідомість"). Тому що наявність мовної поведінки, навіть дуже складної, недостатня для того, щоб визначити, чи система або організм володіє ментальними станами свідомості та інтенційністю, вона сама по собі не може дозволити встановити існування справжнього інтелекту. Серл використовує свій уявний експеримент, перш за все проти "сильної" версії тези штучного інтелекту, ("сильна"), версія була вперше підтримана Аланом Тьюрінгом у 1950 -х роках зі своїм відомим тестом. Але він більш широко спрямований на функціоналістську концепцію розуму, зокрема компутаціоналізм, який є найбільш радикальною версією, але також найбільш широко прийнятою наприкінці 1970-х.
Антифункціоналістичний аргумент китайської кімнати був предметом багатьох статей та заперечень. Заперечення, яке найчастіше висували функціоналісти, - це те, що Серл заздалегідь назвав "відповіддю системи". Згідно його, система частиною якої є людина, яка дотримується інструкцій підручника добре розуміє китайську, всупереч тому що сама людина не розуміє цієї мови. У системі, яку становить китайська кімната, людина відіграє тоді роль центрального підрозділу (або процесора) комп'ютера. Але процесор - лише один із багатьох компонентів комп'ютера. У випадку з комп’ютером, достатньо складним щоб думати, то це не процесор, взятий ізольовано думає, а вся система, якої він є частиною, оскільки це вся система, яка дозволяє надати відповідні відповіді. Однак для Серла це заперечення неприйнятним, оскільки воно передбачає ідею, за його словами абсурдну, що є свідомість китайської кімнати, яка не існує на рівні людини, яка надає відповіді, хоча передбачається, що ця людина єдина свідома істота цієї кімнати.

### "Ф-зомбі"
У філософії розуму "зомбі" (philosophical zombie ou p-zombie en anglais) позначає істоту, що фізично та зовнішньо не відрізняється, своєю поведінкою, як своєю фізичною будовою від свідомої істоти, але яка, однак, не має жодної свідомості, ні почуттів, ні суб'єктивних чи особистих переживань. Хоча він поводиться так, ніби відчуває емоції чи відчуття, зомбі їх не відчуває жодного, навіть якщо біологічні та фізичні процеси, що визначають його поведінку, є такими як в людини, яка їх відчуває. Джордж Стоут, в 1921 році, був першим філософом, який посилається на це своїм описом світу, який пізніше буде кваліфікований як "світ-зомбі": уявний світ, де фізичні процеси ідентичні нашим таким чином, що людські істоти поводяться і діють точно так само, як у реальності, за винятком того, що в цьому світі люди не є свідомими і нічого не відчувають. Однак лише в 1970-х роках, в контексті дискусії про обгрунтованість фізикалізму, це поняття з'явилося після виразу, який використовував філософ Кіт Кемпбелл-"imitation man"-для опису людини ", чиї церебральні стани точно схожі на наші їх фізико-хімічними властивостями", але, на відміну від справжніх людей, не відчуває жодного болю і не бачить жодного кольору.
Саме Давиду Чалмерсу ми зобов'язані розвитком "аргументу зомбі". Цей аргумент ним висунуто, щоб показати недостатність пояснень з точки зору фізичних процесів, коли вони стосуються суб'єктивних аспектів свідомості. Це аргумент модального типу, який базується на тому, що зрозуміле чи логічно можливе: світ людей, що фізично не відрізняється від нашого, але там, де свідомість не існувала б є зрозумілим і логічно можливим. Немає суперечності у сценарії, за яким  існував би всесвіт фізично схожий на наш у всіх пунктах, хоча істоти, які були б його частинами, були повністю позбавлені свідомості. Девід Чалмерс розглядає такий сценарій як чистий уявний експеримент, з якого не можна зробити вирішального аргументу. Але логічна можливість зомбі показує, що факти, що стосуються свідомості, не зводяться логічно до фізичних фактів, таких, які ми сприймаємо і що вони цілком могли б бути принципово різними явищами. І тому що ми знаємо, що ми свідомі, ми повинні визнати тоді, що наш світ містить більше, ніж фізичні сутності типу тих, що мають масу чи електричний заряд, наприклад: він також включає нефізичну свідомість, або ж фізичну свідомість, але зрозумілу в іншому сенсі, ніж той, що надається нинішніми фізичними науками.

### Роздвоєний мозок
Починаючи з Девіда Віггінса та його статті 1967 року, Примітка 9, роздуми про особисту ідентичність, одну з найскладніших і турбуючих у філософії розуму, часто ґрунтуються на "аргументі поділу", щоб поставити під сумнів наші найбільш вкорінені переконання, що стосуються її, як переконання, що наша свідомість "одна". Цей аргумент виходить із фікції, яка спочатку полягає у в тому, щоб уявити, що наш мозок розрізаний на рівні мозолистого тіла, що розділяє наші два півкулі головного мозку, потім що кожна з них пересаджена у черепні коробки, двох різних осіб. Подвійне запитання слідує для нас: "Чи я переживу операцію? і Якщо так, то де я? Це на основі цього уявного експерименту філософ Дерек Парфіт виправдовує, проти здорового глузду, ідею про те, що не потрібно зберігати свою індивідуальність, щоб вижити. Медичні техніки показали, що деяким людям вдається вижити з однієї мозковою півкулею. Успішна трансплантація принаймні однієї з моїх двох півкуль мозку повинна бути достатньою для мого виживання. Операція "поділу", якщо вона вдається для двох півкуль, як наслідок означає, що я виживаю у двох своїх перевтіленнях, хоча кожне з них складає відмінну людину. Для того, щоб усунути цей парадокс, філософ Роланд Пучетті пішов так далеко, що стверджує, що навіть нормальна людина, з неушкодженим мозком, насправді вміщає двох людей.
Дерек Парфіт широко розробив цілу наукову фантастику, щоб перемогти нашу звичну концепцію особистої ідентичності, концепцію, що зокрема включає віру в унікальність свідомості та індивідуальності "я". Однією з його відомих вигадок є фікція телепорту, надзвичайно вдосконаленої машини, яка дозволяє нам миттєво подорожувати до чужої планети. Найпростіший випадок цієї фікції наступний: пристрій, який сканує наше тіло, знищує його одночасно з тим, як він передає всі характеристики цього тіла (включно з мозком) на приймач на Марсі, який бере на себе наше відтворення в органічному матеріалі. В міру того як наша свідомість безпосередньо залежить від будови нашого мозку, наш марсіанський двійник  пам’ятає про наш наземний вхід у транспортний пристрій, а також все наше життя, що передує  цьому моменту. Хоча він не є у взаємозв'язку фізичної безперервності з нами, оскільки елементи колишнього тіла були замінені, цей двійник знаходиться у взаємозв'язку максимальної психологічної безперервності з нами і вважає себе тією ж людиною, як і та, що увійшла в телепорт. Для Парфіта цей уявний експеримент показує, що виживання не обов'язково передбачає просторово-часову безперервність або навіть фізичну ідентичність, а лише психологічну безперервність.